# Implementace
Implementace je proces uskutečňování teoreticky stanovené myšlenky nebo projektu za účelem jejího dalšího použití. Implementaci předchází analýza zadání, plánování postupu a očekávaných výsledků. Nesoulad mezi předpokladem a skutečností může být způsoben chybou implementace nebo chybou samotné metody. Správná metoda je funkční nezávisle na způsobu implementace.
Implementaci předchází analýza řešeného problému, jejímž výstupem je dekompozice problému na dílčí celky, které lze snadněji implementovat. Ve fázi testování implementovaného algoritmu se použijí vhodně zvolené vstupní testovací soubory dat a soubory očekávaných výsledků. Nesoulad mezi vstupními a výstupními testovacími daty může být chybou analýzy nebo implementace algoritmu (následuje opakování implementace).

## Příklady
Zákonodárný proces:
- Zavedení určitých norem do právních předpisů, např. implementace evropských norem do právního řádu České republiky. „Od vstupu České republiky do Evropské unie platí v České republice také prameny evropského komunitárního práva, přičemž významná část již byla implementována do zákonů a dalších právních předpisů.“[1]

Informatika:
- Práce, spojené se zaváděním například určitého informačního systému do provozu, jsou implementací tohoto systému.
- Vytvoření překladače pro daný programovací jazyk v prostředí určitého systému je implementace tohoto jazyka. Implementace musí dbát na struktury a pravidla prostředí (systému), do nějž se jazyk implementuje, využít jeho možností a respektovat jeho omezení.
- Vytvoření počítačového programu, který vzestupně seřadí daná čísla, je implementací některé známé (teoretické) metody řazení.

Filosofie:
- Čin je implementovaná myšlenka.

## Původ slova
Do češtiny bylo slovo implementace (doplnění, naplnění, uskutečnění) převzato z latinského implementum (uskutečnění, vyplnění); sloveso implere znamená naplňovat.